# Bâgé-le-Châtel (tổng)
Tổng Bâgé-le-Châtel là một đơn vị hành chính ở phía đông nước Pháp. Tổng này nằm ở tỉnh Ain trong vùng Rhône-Alpes.
Tổng này được tổ chức xung quanh Bâgé-le-Châtel ở quận Bourg-en-Bresse. Độ cao từ 167 m (Asnières-sur-Saône) đến 217 m (Bâgé-la-Ville), độ cao trung bình là 199 m.

## Hành chính
| Giai đoạn | Ủy viên        | Đảng | Tư cách |
| --------- | -------------- | ---- | ------- |
| 2004-2010 | Gilbert Thomas |      |         |

## Các xã
Tổng này bao gồm các xã:
| Xã                      | Dân số | Mã bưu chính | Mã insee |
| ----------------------- | ------ | ------------ | -------- |
| Asnières-sur-Saône      | 69     | 01570        | 01023    |
| Bâgé-la-Ville           | 2 314  | 01380        | 01025    |
| Bâgé-le-Châtel          | 762    | 01380        | 01026    |
| Dommartin               | 600    | 01380        | 01144    |
| Feillens                | 2 933  | 01570        | 01159    |
| Manziat                 | 1 598  | 01570        | 01231    |
| Replonges               | 2 845  | 01750        | 01320    |
| Saint-André-de-Bâgé     | 507    | 01380        | 01332    |
| Saint-Laurent-sur-Saône | 1 655  | 01750        | 01370    |
| Vésines                 | 113    | 01570        | 01439    |

## Thông tin nhân khẩu
| 1962                                                     | 1968   | 1975   | 1982   | 1990   | 1999   |
| -------------------------------------------------------- | ------ | ------ | ------ | ------ | ------ |
| 10 173                                                   | 10 921 | 11 162 | 11 853 | 12 363 | 13 396 |
| Nombre retenu à partir de 1962 : dân số không tính trùng |        |        |        |        |        |